# Isol

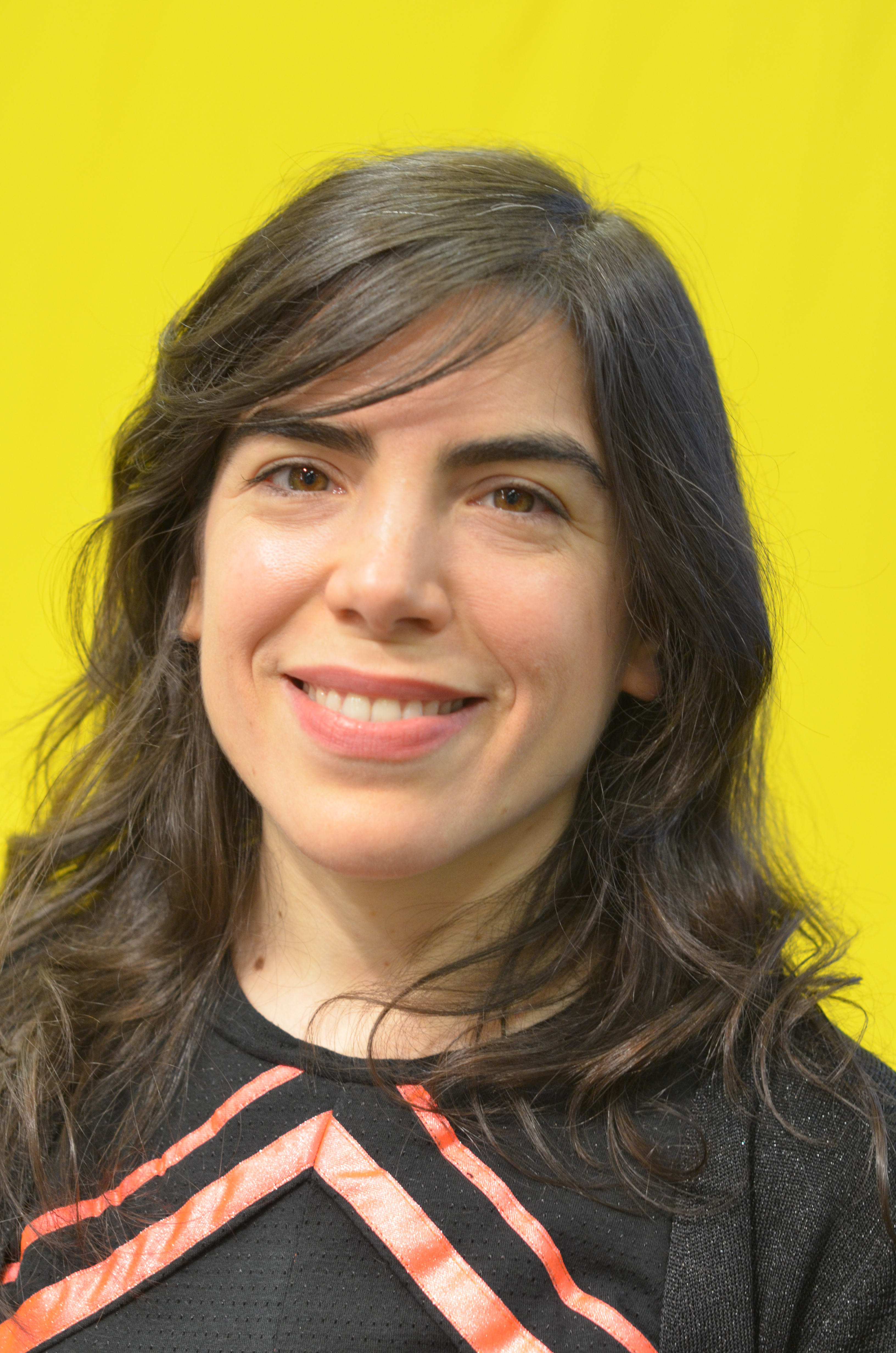
Isol

Marisol Misenta (* 6. März 1972 in Buenos Aires, Argentinien) ist eine argentinische Illustratorin, Kinderbuchautorin und Sängerin, deren Mononym Isol ist.

## Leben und Werk
Misenta studierte an der Escuela Nacional Rogelio Yrurtia in Buenos Aires, um Kunstlehrerin zu werden. Ein anschließendes, mehrjähriges Kunststudium an der Universidad de Buenos Aires beendete sie ohne Abschluss, um sich ganz der Illustration und der Kreation von Kinderbüchern zu widmen. Ihr erstes Buch, Vida de perros (Hundeleben), veröffentlichte sie 1997 in Mexiko-Stadt beim Fondo de Cultura Económica de España s.l. Seit diesem Jahr illustriert sie neben eigenen Büchern auch Bücher anderer Autoren wie Jorge Luján, Graciela Montes und Paul Auster. Von 2000 bis 2005 veröffentlichte die Sonntagsbeilage der Tageszeitung Clarín jeweils ihre Illustrationen zu Geschichten bekannter Kinder- und Jugendbuchautoren.
2004 wurde von Misenta das Buch Secreto de Familia veröffentlicht, das 2010 in deutscher Sprache herauskam.
Seit 2000 trat sie als Sängerin bei der Gruppen Entre Rios auf, zu deren Gründern sie gehört. Danach mit verschiedenen Gruppen, unter anderem 2008 zusammen mit ihrem Bruder Zypce.

## Presseschau
Allgemeine Bedeutung als Künstlerin

„Isol creates picturebooks from the eye level of the child. Her pictures vibrate with energy and explosive emotions. With a restrained palette and ever-innovative pictorial solutions, she shifts ingrained perspectives and pushes the boundaries of the picturebook medium. Taking children’s clear view of the world as her starting point, she addresses their questions with forceful artistic expression and offers open answers. With liberating humour and levity, she also deals with the darker aspects of existence.“

Ein Entlein kann so nützlich sein (2012)

„Die ausdrucksstarken, dynamisch wirkenden Zeichnungen zeigen vor leerem Grund ein kleines Mädchen, das mit seiner Gummiente deutlich mehr anzufangen weiß, als sie im Badewasser schwimmen zu lassen. Im Text kommentiert das Mädchen sein Spiel auf oft überraschende Weise. Der eigentliche Clou des kleinen grafischen Kunstwerks offenbart sich erst nach vollständiger Entfaltung des Leporellos: Auf der Rückseite finden wir die gleichen Zeichnungen mit einem Text aus der Sicht des Entleins. Grafisch wird der Perspektivenwechsel durch eine Umkehrung der Farben von Figur und Grund signalisiert. Auf diese Weise vermittelt das Büchlein eine geballte Ladung literarischer, visueller und nicht zuletzt medialer Erfahrungen. Ein großes Vergnügen für Semiotiker und Bibliophile ab zwei Jahren.“

## Veröffentlichungen
- 1997: Vida de perros. Fondo de Cultura Económica de España s. l., Mexiko-Stadt, Mexiko.
- 1998: Regalo sopresa. Fondo de Cultura Económica de España, Mexico-Stadt, Mexico.
  - 2013: deutsch: Überraschung für Nino. Betz-Verlag, Berlin, ISBN 978-3-219-11562-8
- 2002: El globo. Fondo de Cultura Económica de España s. l., Mexiko-Stadt, Mexiko, ISBN 968-16-6573-2.
  - 2014: deutsch von Karl Rühmann: Der Ballon. Jungbrunnen, Wien 2014, ISBN 978-3-7026-5856-4.
- 2004: Secreto de familia. Fondo de Cultura Económica de España s. l., Mexiko-Stadt, Mexiko, ISBN 968-16-7046-9.
  - 2010: deutsch: Wie siehst Du denn aus?. Aufbau Verlag, Berlin 2010, ISBN 978-3-351-04120-5.
- 2008: Tener un patito es útil.
  - 2012: deutsch von Karl Rühmann: Ein Entlein kann so nützlich sein. Verlag Jungbrunnen, Wien 2012, ISBN 978-3-7026-5836-6.
- 2015: Nachts leuchten alle Träume. 5-Minuten-Rezepte für allerlei Träume. Fischer Sauerländer, Frankfurt am Main 2015, ISBN 978-3-7373-5248-2.

## Auszeichnungen
- Isol wurde in die Auswahl der White Ravens aufgenommen und zwar 2002 mit El Globo und 2004 mit Secreto de familia.

Als Finalistin für den Hans Christian Andersen Preis 2006 kann Isol zu den fünf weltweit führenden Illustratoren gezählt werden.
- 2008: Silbermedaille des mexikanischen Premio Quorum für ihr Buch Tener un patito es útil.
- 2013: Astrid Lindgren Memorial Award.
- 2013: Auswahlliste, Sparte Bilderbuch: Deutscher Jugendliteraturpreis.